# Lycopodiella pendulina
Lycopodiella pendulina là một loài thực vật có mạch trong Họ Thạch tùng. Loài này được (Hook.) B. Øllg. mô tả khoa học đầu tiên năm 1987.